# 文教街道
文教街道是中国浙江省宁波市江北区下辖的一个街道，辖区面积2.8平方公里，因文教路而得名:41。

## 历史
秦至清分别属句章县、鄮县、鄞县，乾隆年间属鄞县清道乡横山里，宣统三年（1911年）属鄞县城区，1927年属宁波市，1931年属鄞县第三区北林镇，1935年属北郊镇，1951年7月划归宁波市，属郊区湾头乡，1956年1月湾头乡、泗港乡、西成乡的2个村合并为西郊乡，1957年屠家沿村、柏树桥村、范江岸村合并为三联社（高级农业生产合作社），1958年9月并入甬江人民公社，1976年11月属甬江公社西南郊管理区，1978年4月改为江北公社，1983年改为江北乡，1984年4月更名为湾头乡，1988年1月槐树街道大闸居委会、浮石居委会、海曙区孝闻街道北郊居委会的3个居民小组划入，11月设立文教街道，1999年4月浮石居委会、王家边居委会划入中马街道，2004年6月原甬江镇永红村划入文教街道:41、51:82。

## 行政区划
文教街道下辖以下地区：
育才社区、双东坊社区、翠东社区、繁景社区、范江岸社区、大闸社区、北岸琴森社区、永红社区

## 交通
- 宁波轨道交通4号线：双东路站